# Synchondrose
Eine Synchondrose (eingedeutscht von Synchondrosis, von griech. syn „zusammen“ und chondros „Knorpel“) oder Knorpelhaft ist eine Verbindung zwischen zwei Knochen durch hyalinen Knorpel. Diese Verbindung gehört zu den knorpligen Knochenverbindungen (Articulationes cartilagineae) und damit zu den sogenannten unechten Gelenken und ist relativ wenig beweglich. Eine Verbindung durch Faserknorpel nennt man Symphysis.
Synchondrosen kommen im Körper der Säugetiere vor:
- zwischen den Schädelknochen der Schädelbasis (Synchondroses cranii)
- zwischen beiden Hälften des Unterkiefers (Synchondrosis intermandibularis)
- zwischen den einzelnen Knochenstücken des Brustbeins (Synchondroses sternales)
- zwischen den knöchernen Anteilen der Rippen und dem Brustbein (Rippenknorpel, Cartilago costalis)

Auch die Wachstumsfuge zwischen Epi- und Diaphyse bei wachsenden Röhrenknochen entspricht morphologisch einer spezialisierten Synchondrose. Synchondrosen können im Alter verknöchern (Synostose).